# عمانوئيل الثالث دلي
مار عمانؤيل الثالث دلّي (ولد عمّانؤيل كريم دلّي، في 6 أكتوبر 1927) هو كاردينالاً للبابا في الفاتيكان وبطريرك بابل للكلدان سابقا. وٌلد في 6 أكتوبر/تشرين الأول سنة 1927، تمت رسامته ككاهن في 21 ديسمبر/كانون الأول سنة 1952. عٌين اسقف بعد عشرة سنوات أي في كانون الأول سنة 1962 حيث كان عمره 35 سنة. وأصبح بطريرك للكنيسة الكلدانية الكاثوليكية في 3 ديسمبر/كانون الأول سنة 2003 بدلاً من البطريرك مار روفائيل الأول بيداوييد.
لقد أصبح بطريرك في ظروف صعبة. قبل أن يصبح بطريرك اصيب بجراح من زجاج متطاير بسبب هجوم إرهابي في العراق. كان قلق على الوضع الأمني في العراق. وعلى الرغم من التفاؤل بالانتخابات العراقية، قد وجه انتقاد ضد أعمال العنف على المسيحيين. قد وضع جهداً لتحسين معنويات الشعب والحفاظ على العلاقات الصديقة مع القادة المسلمين والمناشدة على فك اسر المٌختطفين. قدم استقالته عن البطريركية في كانون الأول 2012 ليخلفه لويس روفائيل الأول ساكو.

## مرتبة الكاردينال
قام البابا بينيديكت السادس عشر بابا الفاتيكان بتاريخ 24 تشرين الثاني/نوفمبر 2007 بمنح مار عمانوئيل الثالث دلي بطريرك بابل للكلدان مرتبة كاردينال.
جعله بذلك أول كاردينال كلداني وثاني كاردينال عراقي بعد جبرائيل تبوني.

## الوفاة
توفي البطريرك في يوم 9 نيسان أبريل 2014 في مدينة سان دييغو، كاليفورنيا في الولايات المتحدة ودفن في مدينة ديترويت في ميشيغان في الولايات المتحدة.

## مواضيع ذات صلة
- الكنيسة الكلدانية الكاثوليكية
- بطاركة بابل للكلدان